# Utcai óra (remixalbum)
Az Utcai Óra Kőházy "FankaDeli" Ferenc első remixalbuma. A remixeket egy elektronikus zenész, Daniel Pea készítette. A lemez ingyenesen szerezhető meg a www.nightchild.hu weboldalról.